# Albizia

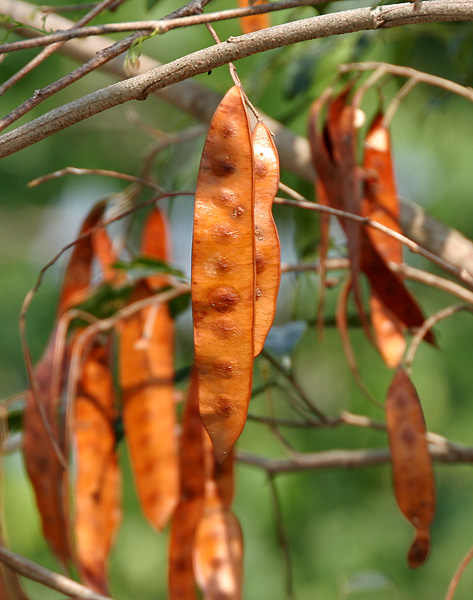
Fruits dAlbizia procera a Jayanti en el Parc Nacional de Buxa, Índia.

Albizia (sinònim Albizzia Benth.) és un gènere de plantes amb flors amb unes 150 espècies d'arbres i arbusts de creixement ràpid, subtropicals i tropicals, dins la subfamília Mimosoideae de les fabàcies.

## Distribució
És un gènere pantropical d'Asia, Àfrica, Madagascar, Amèrica Central, Amèrica del Sud, sud d'Amèrica del Nord i Austràlia.
Una espècie: l'Albizia julibrissin, és pròpia de zones de clima temperat càlid de l'est d'Àsia i també és planta en jardineria en zones temperades de tot el món, per exemple a Barcelona, ja que tolera glaçades de fins -30 °C.

## Taxonomia
Nombroses espècies ubicades primer dins el gènere Albizia amb el temps es van traslladar a altres gèneres, principalment Archidendron (arquidendron). Altres gèneres d'Ingeae (Abarema, Archidendropsis, Balizia, Blanchetiodendron, Calliandra, Cathormion, Enterolobium, Havardia, Hesperalbizia, Hydrochorea, Pararchidendron, Paraserianthes, Pseudosamanea i Serianthes) i també les Mimoseae Newtonia i Schleinitzia, i Acacia. Alguns arbres dits "de la seda" s'han considerat erròniament dins el gènere Albizia com Lebeckia.
La delimitació de Falcataria i Pithecellobium, parents propers d'Albizia, és molt complexa. Per exemple, Falcataria moluccana (anteriorment Albizia moluccana, un arbre d'ombra corrent en les plantacions de te Altres gèneres relacionats són Chloroleucon i Samanea que sovint es fusionen amb Albizia totalment.
Etimologia
Albizia: és un nom dedicat al naturalista del segle xviii Filippo del Albizzi.